# Иншушинак
Иншушина́к (вероятно, шум. «владыка Суз») — в эламской мифологии один из главных богов, покровитель Суз, владыка царства мёртвых, бог клятвы.
Супруг Ишмикараб — богини клятвы, принимающей усопших в преисподней. В Сузах наряду с богом Наххунте считался защитником правосудия. Во II—I тысячелетиях до н. э. Хумпан, Иншушинак и Киририша составили ведущую триаду пантеона. В тексте XIII века до н. э. вместе с богом Хумпаном назван повелителем богов.

## Имя
Имя Иншушинак в переводе с шумерского языка означает «владыка Суз», столицы Элама, и восходит к древнейшему периоду, когда Элам находился в орбите влияния Шумера. Слово «Иншушинак» является составной частью имён множества эламских царей.

## Культ

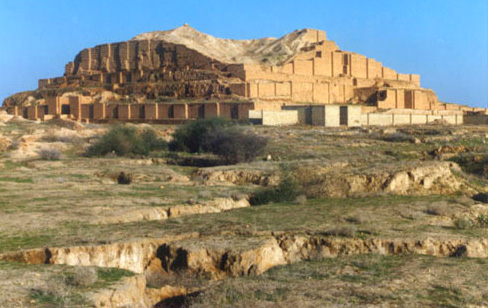
Зиккурат в Дур-Унташе, посвящённом Иншушинаку

Когда Сузы из провинциального города превратились в столицу Эламского государства, Иншушинак постепенно стал одним из важнейших богов страны и личным божеством его правителей. Иншушинак, Хумпан и Наххунте составили в триаду эламского пантеона. Как и Наххунте, Иншушинак считался защитником правосудия. Правители Элама обычно именовали себя «любимыми слугами» Иншушинака.
Основными центрами почитания Иншушинака были храм в акрополе Суз (около 2240 года до н. э.) и храм в 40 км от этого города: около 1250 года до н. э. в честь Иншушинака здесь царём Элама Унташ-Напиришей был построен культовый комплекс Дур-Унташ.
Иншушинак почитался также как владыка царства мёртвых, бог клятвы и супруг богини клятвы Ишмикараб.